# Tarot (album)
Tarot är ett musikalbum av spanska power metal-bandet Dark Moor. Detta är bandets sjätte album släpptes den 21 february 2007, och sin första singel var "The Chairot". Skivan soldes bra i och utanför Europa, speciellt i Japan.

## Låtlista
1. "The Magician" - 1:29
2. "The Chariot" - 4:20
3. "The Star" - 4:25
4. "Wheel of Fortune" - 3:55
5. "The Emperor" - 4:07
6. "Devil in the Tower" - 7:49
7. "Death" - 4:58
8. "Lovers" - 4:04
9. "The Hanged Man" - 5:27
10. "The Moon" - 11:28
11. "The Fool" [bonus] - 4:12
12. "Mozart's March [bonus]

## Medlemmar
- Alfred Romero - sång
- Enrik Garcia - gitarr/piano
- Daniel Fernández - bas
- Roberto Cappa - trummor
- Manda Ophuis - sång
- Hendrik Jong - gitarr